# Achkasar
L'Achkasar (en arménien Աչքասար) est une montagne du Nord de l'Arménie, dans la région de Lorri, culminant à 3 196 mètres d'altitude et qui constitue le point culminant du massif du Djavakhk.
L'Achkasar se trouve moins d'un kilomètre de la frontière de la Géorgie.